# Wasilij Płatonow
Wasilij Iwanowicz Płatonow (ros. Василий Иванович Платонов; ur. 31 grudnia 1902?/13 stycznia 1903 w Kerczu, zm. 26 marca 1996 w Moskwie) – radziecki admirał (od 1951).
W czasie II wojny światowej jako szef sztabu Floty Północnej brał udział w operacji petsamsko-kirkeneskiej
Pochowany na Cmentarzu Wagańkowskim w Moskwie.